# Atelodora
Atelodora är ett släkte av fjärilar. Atelodora ingår i familjen vecklare.
Kladogram enligt Catalogue of Life:
| Atelodora | \| \| Atelodora agramma \| \| \| \| \| \| Atelodora pelochytana \| \| \| \| |
|           | \| \| Atelodora agramma \| \| \| \| \| \| Atelodora pelochytana \| \| \| \| |
|           | Atelodora agramma                                                           |
|           |                                                                             |
|           | Atelodora pelochytana                                                       |
|           |                                                                             |